# Dmitrij Chvorostovskij
Dmitrij Aleksandrovič Chvorostovskij (in russo Дмитрий Александрович Хворостовский?; Krasnojarsk, 16 ottobre 1962 – Londra, 22 novembre 2017) è stato un baritono russo.

## Biografia

### Infanzia e formazione
Suo padre, Aleksandr Chvorostovskij, era ingegnere chimico, mentre la madre, Ljudmila Chvorostovskaja, era ginecologa; i lavori molto impegnativi costrinsero i genitori ad affidare il loro unico figlio per la maggior parte del tempo alla nonna materna, figura che Dimitrij Chvorostovskij ha sempre riconosciuto come centrale nella sua educazione, ed al nonno acquisito, secondo marito della nonna e tormentato reduce di guerra, descritto dal cantante stesso come "vanitoso, arrogante e fortemente alcolizzato". Nato a Krasnojarsk, centro militare e industriale della Siberia centrale chiuso agli stranieri fino ai tardi anni '80, ricevette la sua intera educazione in quella città. Fin da piccolo Dmitrij Chvorostovskij nutrì interesse per il disegno, la scultura e la musica e questo interesse venne notato dai genitori, entrambi appassionati musicisti e cantanti amatoriali. La vasta collezione di vinili del padre, che poi contribuì lui stesso ad allargare, fu il primo contatto con l'opera di Dimitrij e da lì prese esempio per il suo stile di canto sempre attento al legato e alla parola scenica. Fëdor Ivanovič Šaljapin, Ettore Bastianini e Piero Cappuccilli sono stati da lui citati e sempre considerati come ammiratissimi modelli.
Dimitrij Chvorostovskij studiò pianoforte e solfeggio dall'età di 10 anni e a 14 anni venne poi iscritto dal padre, preoccupato della possibile deriva del figlio verso la musica rock e la sregolatezza, al Collegio Pedagogico N°1 Maksim Gor'kij di Krasnojarsk, dove ottenne nel 1982 un diploma di direttore di coro. In seguito studiò canto con la professoressa Ekaterina Joffel all'Istituto Statale d'Arte di Krasnojarsk, dove si laureò nel 1986.

### Carriera
Il 30 dicembre 1984 Chvorostovskij debuttò al Teatro dell'Opera di Krasnojarsk, per cui fu solista dal 1985 al 1990, interpretando il personaggio di Marullo nel Rigoletto. Nel 1986 vinse il concorso canoro dedicato a Michail Glinka a Baku e nel 1988 il Prémier Grand-Prix al Concorso Internazionale di Canto di Tolosa. La sua carriera decollò nel 1989, quando vinse l'ambito concorso canoro Cardiff Singer of the World: il giorno successivo la Philips gli propose un contratto che venne subito firmato.
Il suo debutto operistico fuori dalla Russia avvenne a Nizza (1990) nell'opera di Pëtr Čajkovskij La dama di picche, nello stesso anno tenne un recital all'Opera di San Diego e cominciò a frequentare i teatri d'opera più famosi, come la Royal Opera House, Covent Garden, Metropolitan Opera di New York, l'Opera di Parigi, l'Opera di Stato della Baviera, il Teatro alla Scala di Milano, l'Opera di Stato di Vienna, la Lyric Opera di Chicago, e i festival internazionali. Non mancano nel suo curriculum numerosi concerti con la New York Philharmonic e la Filarmonica di Rotterdam, e con famosi direttori tra cui James Levine, Claudio Abbado, Lorin Maazel, Jurij Temirkanov e Valerij Gergiev.
Arriva in Italia debuttando al Teatro la Fenice di Venezia  nel 1991 con Eugenio Onegin e nel 1992 tiene un recital negli Stati Uniti al teatro Lyric Opera di Chicago, interpretando Giorgio Germont ne La traviata con June Anderson nel 1993. Al Teatro alla Scala debutta nel 1992 con un recital, nel 1993 è Silvio nella prima rappresentazione di Pagliacci con Juan Pons diretto da Riccardo Muti e nel 2005 è Il principe Eleckij nella prima di La dama di picche al Teatro degli Arcimboldi.
A Salisburgo nel 1992 tiene un recital, nel 1995 è Il Conte di Almaviva ne Le nozze di Figaro con Bryn Terfel e Susan Graham diretto da Nikolaus Harnoncourt, nel 1998 esegue Canzoni e danze di morte di Modest Mussorgskij con i Wiener Philharmoniker diretto da Valerij Gergiev, nel 1999 Don Giovanni con Karita Mattila e Barbara Frittoli diretto da Lorin Maazel e nel 2004 il principe Andrej Bolkonskij in Guerra e pace di Prokof'ev con Anna Netrebko diretto da Gergiev e tiene un recital.
Al Royal Opera House di Londra debutta nel 1992 come Renato ne I puritani con la Anderson, nel 1993 è Eugenio Onegin, nel 1996 è Giorgio Germont ne La traviata, nel 1998 è Count Almaviva ne Le nozze di Figaro e Francesco ne I masnadieri (Verdi), nel 2001 Prince Yeletsky ne La dama di picche con la Mattila diretto da Bernard Haitink, nel 2002 Conte di Luna ne Il trovatore, nel 2003 Silvio in Pagliacci con Plácido Domingo ed Angela Gheorghiu, nel 2005 Rigoletto con Rolando Villazón e Renato in Un ballo in maschera e nel 2011 Valentin in Faust. Fino al 2011 egli ha preso parte a 95 rappresentazioni del Covent Garden.
Al Wiener Staatsoper debutta nel 1994 come Sir Riccardo Forth ne I puritani con Edita Gruberová, nel 1996 Giorgio Germont ne La traviata, Figaro ne Il barbiere di Siviglia di Gioachino Rossini e Fürst Jeletzki ne La dama di picche, nel 1999 Rodrigo nel Don Carlo con Nicolai Ghiaurov, nel 2010 Rigoletto ed Eugenio Onegin con Ferruccio Furlanetto e nel 2012 e nel 2016 Simon Boccanegra.
Per il Metropolitan Opera House debutta nell'ottobre 1995 nelle vesti del principe Eleckij ne La dama di picche con la Mattila e Leonie Rysanek diretto da Gergiev, nel 1997 è Valentin nel Faust con Samuel Ramey e Renée Fleming, nel 1999 è Belcore ne L'elisir d'amore con la Gheorghiu e Roberto Alagna, nel 2001 Germont ne La traviata e Rodrigo in Don Carlo con Ramey diretto da Gergiev, nel 2002 è il principe Andrej Bolkonskij in Guerra e pace di Prokof'ev con la Netrebko diretto da Gergiev e Don Giovanni con la Frittoli e Carol Vaness, nel 2004 canta Don Quichotte à Dulcinée di Maurice Ravel e Lieder eines fahrenden Gesellen di Gustav Mahler diretto da James Levine alla Carnegie Hall, nel 2007 Eugenio Onegin con la Fleming e Ramón Vargas diretto da Gergiev e Renato in Un ballo in maschera con Salvatore Licitra, nel 2009 il conte Di Luna ne Il trovatore, nel 2011 Simon Boccanegra con la Frittoli e Ferruccio Furlanetto diretto da Levine e nel 2012 Don Carlo in Ernani. Nel 2013 è Rigoletto nell'omonima opera di Giuseppe Verdi e nel 2015 Rodrigo di Posa in Don Carlo. Ritorna poi al ruolo di Conte di Luna dopo l'annuncio della sua malattia ed un primo ciclo positivo di chemioterapia ricevendo ad ogni sera una pioggia di rose bianche da parte dell'orchestra. Ha preso parte a 187 rappresentazioni del Met.
Ancora a Chicago nel 1996 interpreta Valentin in Faust con Samuel Ramey e Renée Fleming e nel 2012 tiene un concerto di nuovo con Renée Fleming.
Al San Francisco Opera nel 1996 è Figaro ne Il barbiere di Siviglia (Rossini) con Jennifer Larmore, nel 2000 è Don Giovanni con Carol Vaness e Anna Netrebko e Grigori Grjaznoj ne La fidanzata dello zar con Anna Netrebko diretto da Neeme Järvi, nel 2004 Giorgio Germont ne La traviata con Villazón, nel 2008 Simon Boccanegra e nel 2009 il Conte di Luna ne Il trovatore.
Ad Edimburgo nel 1998 è Francesco ne I masnadieri nella trasferta della Royal Opera House.
Nel 2000 tiene un recital al Grand Théâtre di Ginevra.
All'Opéra National de Paris nel 2003 è Il Conte di Almaviva ne Le nozze di Figaro con Joyce Didonato, nel 2004 è Il Conte di Luna ne Il trovatore, nel 2007 è Simon Boccanegra diretto da James Conlon e nel 2008 Rodrigo, marchese di Posa in Don Carlo con Ferruccio Furlanetto.
Nel 2004 torna al Teatro La Fenice come Giorgio Germont ne La traviata diretto da Maazel con Patrizia Ciofi ripreso dalla RAI e pubblicato in DVD.
Nel 2009 tiene un recital al Ravinia Festival di Highland Park (Illinois).
All'Arena di Verona nel 2010 è Il Conte di Luna ne Il trovatore.
Nel 2012 tiene un recital al Palacio de Bellas Artes di Città del Messico.
Nel 2013 è Rigoletto al Teatro di San Carlo di Napoli, Renato in Un ballo in maschera all'Accademia nazionale di Santa Cecilia di Roma diretto da Antonio Pappano.
Dal 2006 al 2016 organizzò i concerti denominati "Hvorostovsky and Friends" cui presero parte tra gli altri Renée Fleming, Anna Netrebko, Ildar Abdrazakov, Barbara Frittoli, Marcelo Álvarez e Sondra Radvanovsky. Alcuni di questi concerti sono stati anche occasione per raccolte fondi a scopo di beneficenza.
Accanto alla fiorente carriera operistica Chvorostovskij ha sempre coltivato il suo interesse per la canzoni folkloristiche e pop del suo paese natale organizzando ogni anno un tour in remote località russe in cui presentava tali programmi concertistici completi di repertorio classico e non. Nonostante fosse già noto, nel 2004 la sua notorietà in Russia subì un notevole incremento quando fu il primo cantante d'opera a tenere un concerto sulla Piazza Rossa di Mosca con canzoni del periodo della Seconda guerra mondiale. Dal 2010 mantenne anche una collaborazione con il compositore pop Igor' Krutoj per un programma di nome "Déjà-vu" composto da 24 canzoni scritte appositamente per il baritono russo da Krutoj e la poetessa Lilla Vinogradova in russo, italiano e francese.

### Vita privata
Nel 1989 sposa una ballerina sua connazionale, Svetlana (1959-2015), adottando Marija, figlia di primo letto della moglie. La coppia si trasferisce a Londra e ha due figli, Aleksandra e Daniil, gemelli nati nel 1996. Nel 1999 la coppia divorzia e Chvorostovskij si risposa nel 2001 con Florence Illi, una cantante svizzera. La coppia ha due figli: Maksim (n. 2003) e Nina (n. 2007). Chvorostovskij è scomparso nel novembre 2017 all'età di 55 anni a due anni e mezzo dalla diagnosi di un tumore cerebrale. Il cantante aveva dato il suo addio alle scene operistiche alla fine del 2016 a causa delle complicazioni derivate dalla malattia.

## Discografia
1990 — Tchaikovsky and Verdi Arias
1991 —  Cavalleria Rusticana
1991 — Russian Romances
1992 — Dark Eyes: Russian Folk Songs
1993 — Eugenio Onegin
1993 — La Traviata
1994 — Songs and Dances of Death
1994 — Songs of Love and Desire
1994 — Dark Eyes
1995 — My Restless Soul
1996 — Dmitri
1996 — Russia Cast Adrift
1996 — Credo
1996 — Russia Cast Adrift
1997 —Don Carlos
1997 — Russia’s War
1997 — Arie Antiche
1998 — Kalinka
1998 — Arias & Duets
1999 — La fidanzata dello zar
1999 — Iolanta
1999 — Kalinka
2000 — Don Giovanni: Leporello’s Revenge
2001 — Verdi, La traviata
2001 — From Russia With Love
2001 — Passione di Napoli
2002 — Russian Sacred Choral Music
2002 — Il Trovatore
2003 —La dama di picche
2003 — Where are you, my brothers?
2003 — Canti degli anni della guerra
2004 — Petersburg: A vocal poem
2005 — Songs and Dances of Death
2005 — I Met You, My Love
2005 — Verdi Arias
2005 — Moscow Nights
2006 — Portrait
2007 — Heroes and Villains
2007 — Eugenio Onegin
2009 — Déjà-vu
2010 — Tchaikovsky Romances
2010 — Pushkin Romances
2010 — Renée Fleming e Dmitri Hvorostovsky: A Musical Odissey in St. Petersburg
2011 — Il Trovatore
2011 — Verdi Opera Scenes
2012 — Hvorostovsky in Moscow
2012 — Rachmaninov Romances
2013 — Live from the Red Square
2013 — In This Moonlit Night
2014 — The Bells of Dawn
2015 — Wait for Me
2015 — Shostakovic/Liszt
2015 — Giuseppe Verdi, Simon Boccanegra
2016 — War, Peace, Love and Sorrow
2017 — Giuseppe Verdi, Rigoletto

## Repertorio
- Giuseppe Verdi
  - Rigoletto
  - Il trovatore
  - Un ballo in maschera
  - La traviata
  - Simon Boccanegra
  - Don Carlos
  - Ernani
  - I masnadieri
  - Otello
- Pëtr Il'ič Čajkovskij
  - La dama di picche
  - Eugenio Onegin
  - Iolanta
- Gaetano Donizetti
  - La favorita
  - L'elisir d'amore
- Vincenzo Bellini
  - I puritani
- Wolfgang Amadeus Mozart
  - Don Giovanni (Don Giovanni e Leporello)
  - Le nozze di Figaro
- Gioachino Rossini
  - Il barbiere di Siviglia
- Nikolaj Andreevič Rimskij-Korsakov
  - La fidanzata dello zar
- Pietro Mascagni
  - Cavalleria rusticana
- Ruggero Leoncavallo
  - Pagliacci
- Anton Grigorevič Rubinštejn
  - Il demone
- Giacomo Puccini
  - Tosca

## Riconoscimenti
- 1992 - Grammy Award
  - Best Opera Recording per La dama di picche
- 1994 - Grammy Award
  - Best Classical Vocal Performance per Songs And Dances Of Death
- 2008 - Grammy Award
  - Best Opera Recording per Eugenio Onegin
- 2018 - Grammy Award
  - Best Classical Solo Vocal Album per Russia Cast Adrift

## Omaggi
- A Dmitrij Chvorostovskij è stata conferita la cittadinanza Onoraria di Krasnojarsk (2000), del Territorio di Krasnojarsk (2015) e del Kemerovskij rajon (2016).
- Professore Onorario alla Università statale di Mosca - M. V. Lomonosov (2006)
- L'asteroide 7995 Khvorostovsky porta il suo nome.
- Il 6 maggio 2022 l'Associazione Internazionale Culturale Ettore Bastianini gli ha conferito il "Premio Bastianini 2022 alla memoria"